# ドニエプルの岸辺で
『ドニエプルの岸辺で』（ロシア語: На Днепреまたはフランス語: Sur le Borysthène） 作品51 は、セルゲイ・プロコフィエフが1932年に作曲したバレエ音楽。作曲者にとって4番目のバレエ作品となった。1929年にバレエ・リュスの興行主であったセルゲイ・ディアギレフが予期せぬ最期を遂げた後、成功したバレエ『放蕩息子』のための音楽に続く作品としてパリ・オペラ座バレエから委嘱されて作曲された。

## 概要
興行主としてバレエ・リュスを並ぶもののない成功に導いたセルゲイ・ディアギレフが1929年に急死し、これにより同団とプロコフィエフの協力関係も『放蕩息子』を最後に終わりを迎えた。『放蕩息子』の成功を目にしたパリ・オペラ座バレエが新作バレエの作曲を委嘱する。以前はディアギレフと緊密に連携していたセルジュ・リファールが装置と振付の責任者となった。しかし、彼はシナリオには全く重きを置いておらず、このバレエは連続する舞踏による作品として創作されることになった。
リファールは1965年の著書『La danse』の中で、プロコフィエフの楽曲に失望したと述べている。リファールはロシアの民俗舞踊に着想を得たと主張しているが、評論家が彼の振付はロシアらしさに不足していると評価していることを認めている。
本作の準備期間では女性側の主要な役であったオリガ・スペシフツェワが急遽辞退したことが特筆される。スペシフツェワはリファールと共にパリ・オペラ座バレエで数々の成功を収めており、彼に対して片思いをするようになっていた。リファールは著書『The Three Graces: Anna Pavlova, Tamara Karsavina, Olga Spessivtseva』（1959年）に、彼らの個人的な関係性がリハーサル中にいかにして危機に陥ったかを記している。「このバレエの2人のヒロインはナターシャとオリガという名前になった。この時にナターシャ・P...（ナタリー・パレ）と私の間に芽生えた友情については既に述べた通りである。従い、ヒロインにナターシャとオリガ、この2つの名前を据えるのは少々酷だったのかもしれない。それはともかく、オリガ役はスペシフツェワに割り当てられ、男性役のセルゲイは私が演じることになった。危機が生じたのはリハーサルの一幕、スペシフツェワがナターシャと一緒だと悟った時に起こった（中略）筋を追っていく中で、私は喜びを見出すはずだった。主演、そして振付の観点から最も重要な役は彼女、オリガに割り当てられていたにもかかわらずである!彼女の場合いつもそうなのだが、運命の分岐は稲妻の速さで生じた。私がリハーサル中に、ここで私とナターシャのパ・ド・ドゥ・ターンドル（pas de deux tendre）が始まりますと告げた瞬間、スペシフツェワが全く突然に窓へ向かって駆けだしたのだ。私は一足飛びに彼女に追いついたが、その時には彼女は既に窓を越えてしまっていた。私はなんとか彼女の腕をつかんだ。ピアニストのレオニード・ゴンチャロフがすぐ私に続いて加勢に飛んできた。オルガはそこで我々の腕に引っ張られ、ガルニエ宮の上30フィート（約9.1メートル）で宙吊りとなった。大変に苦労しつつも我々はどうにか彼女を引き戻した。彼女は振りほどこうと抵抗し、噛みつき、引っ掻いた（中略）翌日、彼女はリハーサルに姿を見せず、永遠にオペラ座を去りますとの言葉を私に送って寄越したのだった。」

## あらすじ
第一次世界大戦中に赤軍兵だったセルゲイは、ドニエプル河畔の自分の村に戻ってきて、自分が婚約者のナターシャをもう愛していないことを悟る。代わって、彼はオルガと恋に落ちる。オルガの両親は彼女が愛していない別の男と彼女を結婚させたがっている。セルゲイとオルガの友人が争う。セルゲイは転落するが、恋人たち2人は情け深いナターシャに救われ、手引きをしてもらい村を脱出するのであった。
バレエは12曲で構成される。演奏時間は約40分。
1. 前奏曲
2. 第1場: 出会い
3. 第1場: マイム
4. 第1場: パ・ド・ドゥ
5. 第1場: ファースト・ソリストのバリエーション
6. 第2場: 婚約
7. 第2場: 花婿の踊り
8. 第2場: 花嫁の踊り
9. 第2場: 男たちの踊り
10. 第2場: 諍い
11. 第2場: マイム
12. エピローグ

## 初演
初演は1932年12月16日に行われたが、この時には評論家たちは特に『放蕩息子』のような性格の作品を期待しており、本作は失敗に終わった。プロコフィエフは翌日にアメリカへ向けて発つことになっており、この落胆の評を知らぬままであった。ストラヴィンスキーとミヨーは初演後にその音楽へ前向きな評価を行ったが、バレエと数回の上演後に舞台から引き上げられてしまう。後に、プロコフィエフはバレエからの抜粋を管弦楽組曲としてまとめて作品番号51aを与えた。

## 蘇演
2009年にアレクセイ・ラトマンスキーがアメリカン・バレエ・シアターのためにプロコフィエフの音楽へ新たに振付を行った。この版では村に帰ったセルゲイがもはや恋人のナターリアを愛していないことを悟るが、一方で既婚のオルガに魅かれる。「悲嘆にくれながらも高潔であったナターリアは、セルゲイとオルガという若き恋人たちが幸せな生活のために共に逃亡するのを無私に助けてやるのであった。」この版の初演ではマルセロ・ゴメスがセルゲイ役、パロマ・ヘレーラがオルガ役、ヴェロニカ・パルトがナターリア役、デイヴィッド・ホールバーグがオルガの婚約者の役を踊った。

## 組曲版
『ドニエプルの岸辺で』からの組曲 作品51aは、6曲からなり演奏会を想定して構成されている。演奏時間は約20分。
1. 前奏曲
2. ファースト・ソリストのバリエーション
3. 婚約
4. 諍い
5. 情景
6. エピローグ